# Parafia Matki Bożej Łaskawej w Jędrzejowie
Parafia Matki Bożej Łaskawej w Jędrzejowie – parafia rzymskokatolicka w Jędrzejowie. Należy do dekanatu jędrzejowskiego diecezji kieleckiej. Jest najmłodszą parafią w mieście. Założona w 1986, erygowana 10 grudnia 1991 przez bpa Stanisława Szymeckiego. Została wydzielona z obszaru parafii Trójcy Świętej i bł. Wincentego Kadłubka. Jest obsługiwana przez księży diecezjalnych. Mieści się przy ulicy Dygasińskiego.
Od 2001 roku przy parafii działa chór „Pasja”. Zdobył wiele nagród na przeglądach wojewódzkich i ogólnopolskich. Jego dyrygentem i kierownikiem artystycznym jest Marek Wolski, w latach 2006–2010 burmistrz Jędrzejowa.

## Proboszczowie w historii parafii
| Imię i nazwisko            | Okres     |
| -------------------------- | --------- |
| ks. Tadeusz Szlachta       | 1986–2004 |
| ks. Franciszek Piwowarczyk | od 2004   |